# Microrregión del Bosque Alagoana
La Microrregión del Bosque Alagoano está localizada en la Mesorregión del Este Alagoano, en el  estado de Alagoas. Es constituida por 16 municipios, siendo el mayor Atalaia.

## Municipios
- Atalaia
- Branquinha
- Cajueiro
- Campestre
- Capela
- Colônia Leopoldina
- Flexeiras
- Jacuípe
- Joaquim Gomes
- Jundiá
- Matriz de Camaragibe
- Messias
- Murici
- Novo Lino
- Porto Calvo
- São Luís do Quitunde

- Datos: Q2236510